# Romà (bisbe)
Romà (mort abans del 627) fou el segon bisbe de Rochester i, presumiblement, un dels membres de la missió gregoriana enviada a Kent per cristianitzar els anglosaxons que seguien el paganisme anglosaxó natiu. Romà fou consagrat bisbe al voltant del 624 i morí ofegat abans del 627. A part d'aquests fets, no se sap gaire cosa de la seva vida.

## Biografia
Presumiblement, Romà arribà a Anglaterra amb la missió d'Agustí de Canterbury a Kent. Sembla que hi hauria arribat o bé el 597 amb el primer grup de missioners, o bé el 601 amb el segon grup. El 624, fou consagrat com a bisbe pel seu predecessor, Just, després que aquest esdevingués arquebisbe de Canterbury. Es convertí així en el segon bisbe de Rochester.
Romà morí abans del 627, probablement cap al 625. S'ofegà al mar Mediterrani, prop de les costes d'Itàlia, quan es dirigia a una missió a Roma per ordre de Just. Sembla que això ocorregué abans de la mort de Just el 627. El que és segur és que el 633, quan Paulí de York esdevingué bisbe de Rochester després de fugir de Northúmbria, ja era mort.
No es coneix res més de la vida de Romà. L'escriptor medieval Beda n'és la principal font d'informació, ja que Romà és mencionat dos cops a la seva Historia ecclesiastica gentis Anglorum: el primer cop amb relació a la seva consagració, quan Beda diu que Just «consagrà Romà com a bisbe de Rochester en lloc seu», i el segon cop amb relació a la mort de Romà després que Paulí hagués marxat de Northúmbria. Beda diu que «en aquest moment, l'església de Rochester tenia gran necessitat de trobar un pastor, ja que Romà, el seu bisbe que havia estat enviat per l'arquebisbe Just a veure el papa Honori I com a representant seu, s'havia ofegat a les costes d'Itàlia». Romà encara es menciona tant al Manuscrit de Winchester (versió A) com al Manuscrit de Peterborough (versió E) de la Crònica anglosaxona, però la referència no sembla contemporània i probablement beu de la informació de Beda.